# Edificio Libertad Plaza
El Libertad Plaza es un edificio de oficinas de estilo postmoderno, diseñado por el  arquitecto uruguayo-canadiense Carlos Ott. Se encuentra en la esquina de las calles Marcelo T. de Alvear y Cerrito, frente a la Plaza Libertad y a un lado de la Avenida 9 de Julio, arteria emblemática de la ciudad de Buenos Aires; y se destaca por su fachada curva e inclinada. También es actualmente conocido como Edificio Zurich, por ser sede de la Zurich Financial Services en Argentina.

## Arquitectura
El edificio Libertad Plaza fue proyectado por el estudio Carlos A. Ott y Asociados para la firma Desarrolladora Comagasi S.A. Construido por la firma Hochtief S.A., COMAGASI SA, a cargo del Arq. Pablo Schaer ejecutó el gerenciamiento del proyecto de Arquitectura y de la Construcción, encomendando las diferentes compras y contrataciones.  El estudio del arquitecto Roberto Parysow se hizo cargo de la dirección de obra, que se extendió desde febrero de 1999 a diciembre del 2000, cuando fueron inauguradas las oficinas de Zurich. Estas fueron diseñadas por la arquitecta Enrica Rosellini junto al estudio norteamericano HOK (Helmuth, Obata & Kassabaum).
Según palabras del propio Carlos Ott, publicadas en un artículo del diario porteño La Nación:

Nuestro edificio respeta ese orden [el de la avenida 9 de Julio] y busca la materialización de la cornisa y la forma inclinada de los gálibos a través de la yuxtaposición de dos superficies cilíndricas de ejes horizontal y vertical. Sobre Marcelo T. de Alvear, el [Teatro] Coliseo exige una apertura visual a su austera fachada modernista, para lo cual un plano inclinado permite una mejor apreciación del noble edificio. (...)

La orientación sudeste del terreno y su apertura hacia dos magníficos espacios urbanos como la avenida y la plaza, debía sintetizarse en un proyecto que más que un edificio debería resultar en un elemento escultural. Además, era esencial un remate que incorporara los elementos técnicos del techo (cajas de ascensores, tanques de agua, etcétera) no en un techo sino en una quinta fachada. (...)

La exteriorización de esa tecnología (...) será a través de un sofisticado muro cortina que, además de dejar visuales ininterrumpidas de piso a cielo raso, incorpora paneles de doble cristal de baja transmisión térmica y ultravioleta. Además, la inclusión en ese muro cortina de luz fluorescente de distinto color con variadores de intensidad permitirá, mediante un programa de computación, iluminar la fachada en infinitas variedades de color, intensidad y dibujo.
Carlos Ott

El Libertad Plaza cuenta con cuatro subsuelos con 80 cocheras, un local comercial en la planta baja, diez plantas tipo de superficie variable, un ático en el piso 11º y vivienda para encargado y salas de máquinas en el piso 12. La superficie total cubierta es de 9763 metros cuadrados, con una estructura de hormigón de losas sin vigas con un módulo de 7,50 por 7,50 metros, con ocho columnas por piso.